# Опс
Опс (на латински: Ops, Opis – изобилие, богатство) в древноримската митология е богиня на жътвата и плодородието, а по-късно – на богатството и изобилието. Староиталийска богиня с предположително сабински произход, по-късно тя е отъждествена с гръцката богиня Рея и фригийската Кибела. Отъждествена с Рея (Рея Силвия), тя е съпруга на Сатурн и има общ храм с него, издигнат на Капитолийския хълм в Рим. Съвместно със Сатурн са почитани и като божества, покровителстващи брака и семейството.
Епитетът ѝ Консивия (Сеячка) и празниците опиконсивии, провеждани в чест на Опс Консивия на 25 август, говорят за известно сближаване на нейния култ с този на аграрното божество Конс. По време на този празник са принасяни жертви на богинята в дома на владетеля, до който имат достъп само весталките и Великият понтифекс. Тази тайнственост на култа ѝ довежда и до представата за Опс като за богиня-покровителка на Рим, чието име е табуирано.
В нейна чест е провеждан и празникът опалии на 9 декември.